# Károly Fogl
Károly Fogl (węg. Károly Fogoly, ur. 19 stycznia 1895 w Újpescie, zm. 12 stycznia 1969 w Budapeszcie) – węgierski piłkarz występujący na pozycji obrońcy, reprezentant Węgier w latach 1918–1929, olimpijczyk, trener piłkarski.

## Kariera piłkarska
Zawodnik klubów węgierskich: Mezei TC (?-1912), Újpesti Törekvés SE (1912-1914), Újpesti TE (1914-1930), Vasas SC (1931). Jako piłkarz Újpestu mistrz Węgier 1930 oraz czterokrotny finalista Pucharu Węgier w 1922, 1923, 1925 i 1927. Zdobywca tytułu węgierskiego piłkarza roku 1920. W 1927 roku po raz pierwszy zagrał w rozgrywkach klubowego Pucharu Europy Środkowej, znanym jako Mitropa Cup. Dwa lata później jako piłkarz Újpest FC został zdobywcą tego pucharu.

## Kariera reprezentacyjna
Debiutował w reprezentacji Węgier w czerwcu 1918 roku, w zwycięskim spotkaniu z Austrią, wygranym w Wiedniu 2:0. W 1920 roku po raz pierwszy wystąpił w reprezentacji razem ze swoim młodszym bratem Józsefem Foglem III. Obaj szybko stali się dominującymi postaciami węgierskiej drużyny narodowej w latach dwudziestych, tworząc legendarny duet obrońców Fogl-gát, niezwykle silną i trudną do sforsowania formację. Był uczestnikiem Igrzysk Olimpijskich 1924 w Paryżu, na których wystąpił w dwóch meczach. Po raz ostatni w drużynie narodowej zagrał w kwietniu 1929 w spotkaniu ze Szwajcarią. Ogółem wystąpił w 51 meczach reprezentacji Węgier, zdobył 2 bramki.

## Kariera trenerska
Karierę trenerską rozpoczął jako selekcjoner reprezentacji Bułgarii w 8 meczach w latach 1934-1935. Następnie pracował w bułgarskim Sportklub Sofia (1935), z którym wywalczył tytuł mistrzowski, rumuńskim Juventusie Bukareszt (1936), węgierskim Győri ETO (1937) oraz Warcie Poznań (1938-1939), z którą wywalczył tytuł wicemistrza Polski 1938. Tuż przed wybuchem II wojny światowej wyjechał na Węgry i prowadził tam zespół Kolozsvári AC. W maju 1947 powrócił do Polski i objął drużynę Warty Poznań. Po kilku miesiącach doprowadził ten zespół do tytułu mistrza Polski. Po nieudanym starcie rozgrywek ekstraklasy rozstał się z Wartą z końcem kwietnia 1948. W maju 1948 objął Polonię Warszawa i prowadził ją w ekstraklasie do końca sezonu. Wrócił do Poznania by ponownie trenować Wartę Poznań (1950-1951) w ekstraklasie i II lidze. W kolejnych latach prowadził polskie kluby Brdę Bydgoszcz (1952) w II lidze, Czarnych Nakło (1953), Polonię Chodzież (1955-1956), Olimpię Poznań (1957-1958).

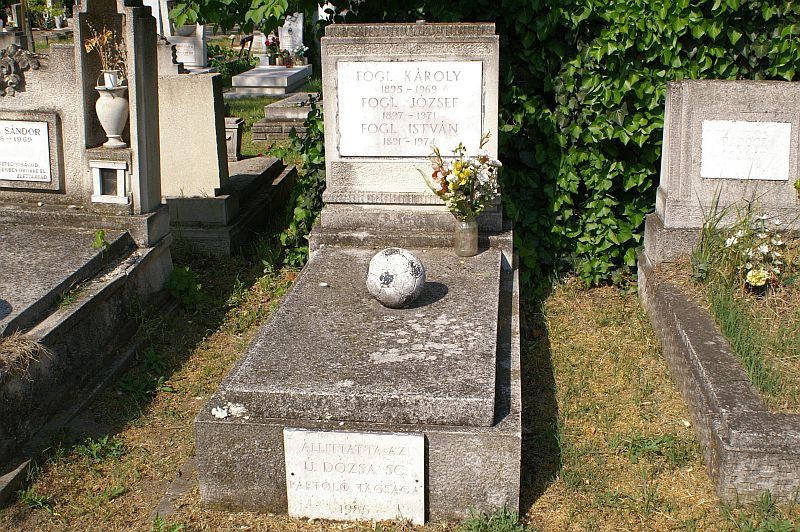
Grób Károly'ego Fogla na Cmentarzu Megyeri w Budapeszcie

## Życie prywatne
Przedstawiciel sportowej rodziny, jeden z trójki braci którzy byli piłkarzami i trenerami. Losy wszystkich były związane z Polską. Najstarszy brat Ferenc Fogl (1887–1954) był trenerem Ruchu Chorzów w ekstraklasie, a najmłodszy József Fogl (1897–1971) miał trenować AKS Chorzów, ale wrócił na Węgry.